# Procellaria aequinoctialis
Procellaria aequinoctialis là một loài chim trong họ Procellariidae.